# 休戈·布萊克
休戈·拉斐特·布萊克（Hugo Lafayette Black，1886年2月27日—1971年9月25日），美國政治家及法學家。曾於1927年至1937年擔任民主黨亞拉巴馬州參議員，並在1937年至1971年擔任美國最高法院大法官。在布萊克的政治生涯中，他被认为是民主派、自由派政策的坚定支持者，也是20世紀最有影響力的美国最高法院大法官之一。

## 早年生活
休戈·拉斐特·布萊克（Hugo Lafayette Black）1886年2月27日出生于美国阿拉巴马州的阿什兰，本科毕业于阿拉巴马大学伯明翰分校，而后获得阿拉巴马大学法学院的法学士学位（LLB）。

## 美国最高法院
布萊克於1937年被富兰克林·罗斯福總統提名任最高法院大法官，後來美國參議院以63比13票通過對他的任命。
布萊克常被認為是20世紀最有影響力的美国最高法院大法官之一，与大法官小威廉·布伦南、威廉·道格拉斯等一起作为沃伦法院（首席大法官厄尔·沃伦）的自由派力量。

## 逝世情况
1971年9月17日布萊克正式退休，在中風2天後於9月25日死去，死後安葬在阿靈頓國家公墓。